# Ordway Building
El Ordway Building (también conocido como One Kaiser Plaza) es un rascacielos de oficinas ubicado en el centro de la ciudad de Oakland, en el estado de California (Estados Unidos). Se encuentra cerca del lago Merritt y tiene 28 pisos. Hay ocho oficinas en las esquinas por piso, ya que el rascacielos tiene una planta en forma de H. Con una altura de 123 m, la torre es el rascacielos más alto de la ciudad y de toda el Área de la Bahía fuera de la ciudad de San Francisco.
Desde su finalización en 1970 es la sede nacionalel del consorcio Kaiser Permanente. En 2009, Kaiser alquilaba espacio en 21 pisos. Kaiser anunció el 6 de agosto de 2009 que había firmado un nuevo contrato de arrendamiento por nueve años con el arrendador CIM Group.